# Hollandse Stoomboot Maatschappij

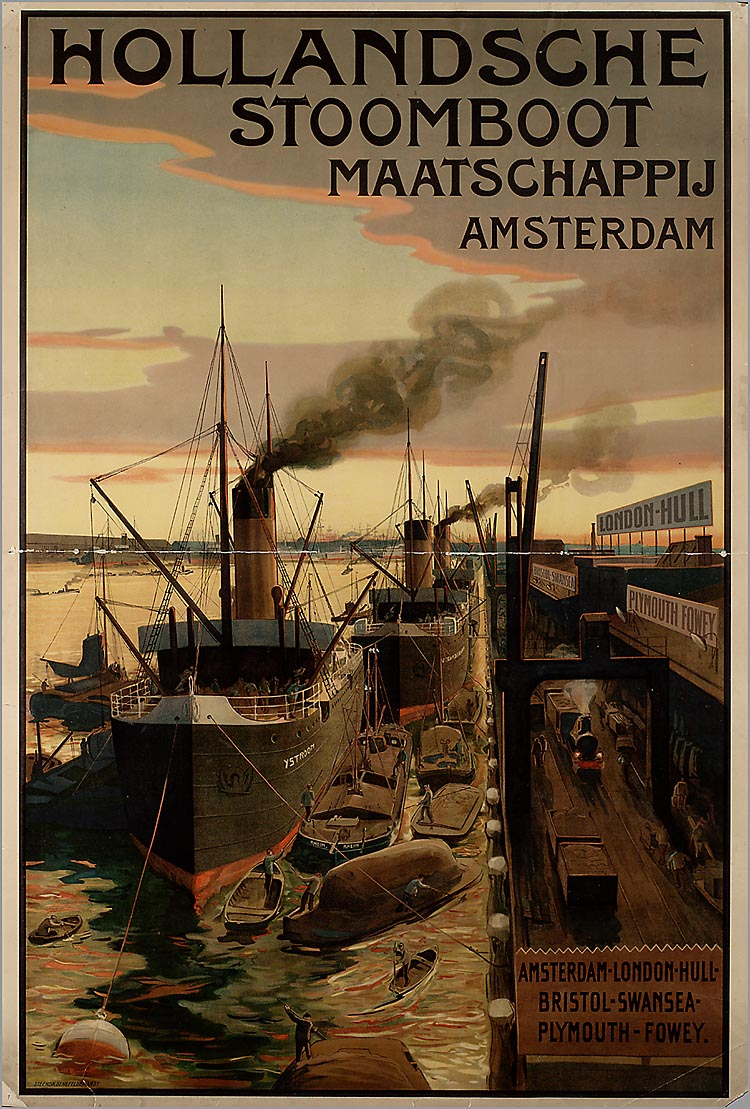
Affiche Hollandsche Stoomboot Maatschappij Amsterdam, 1900-1925

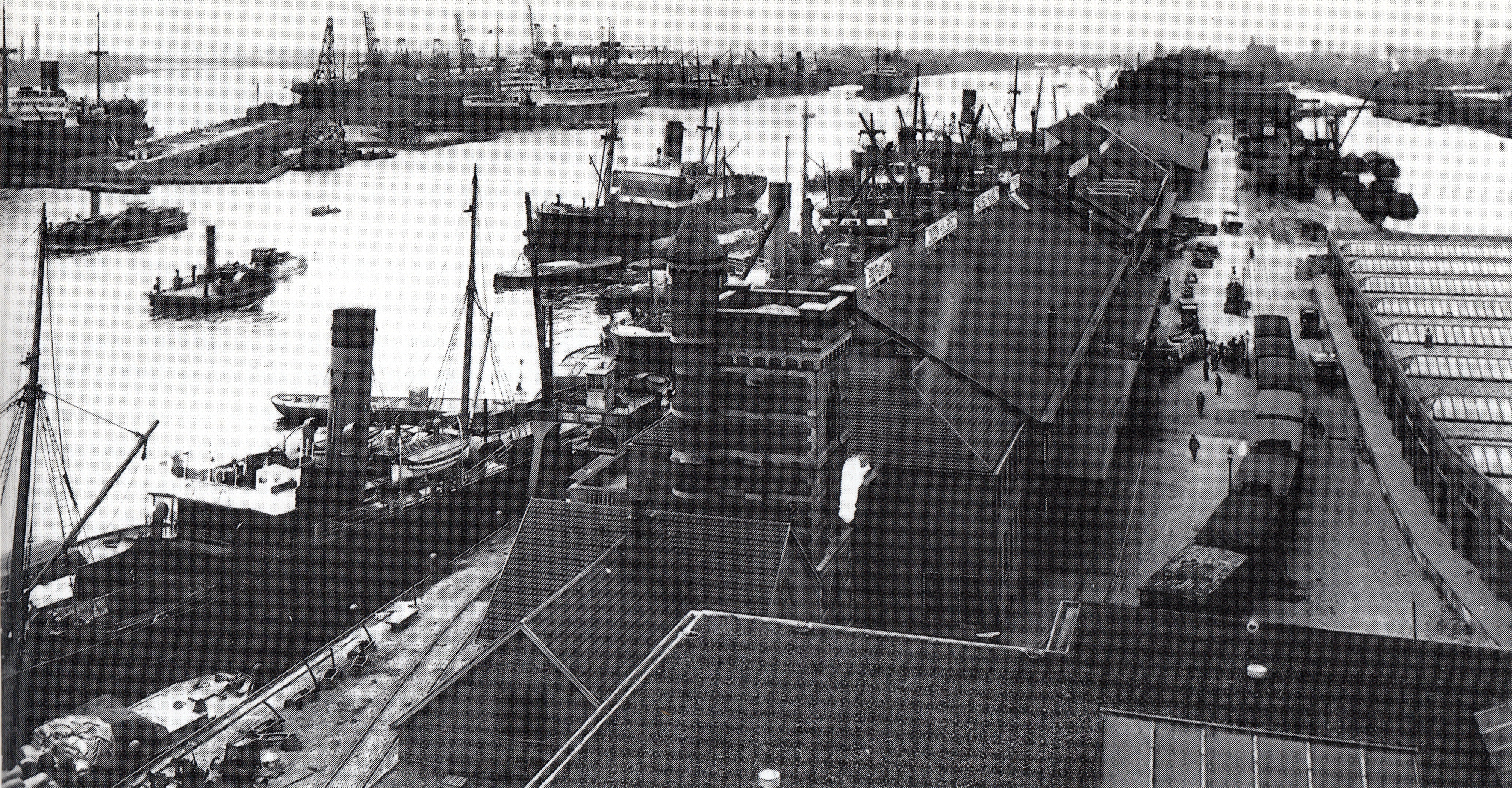
Etablissement van de HSM aan de Oostelijke Handelskade, ca. 1929

De N.V. Hollandsche Stoomboot Maatschappij (H.S.M.) werd opgericht in 1885 door de Hollandsche IJzeren Spoorweg-Maatschappij (HIJSM), de Nederlandsche Stoomboot Maatschappij (NSBM), de Nederlandsche Handel-Maatschappij (NHM) en Wed. W. Borski. Het hoofdkantoor was gevestigd in Amsterdam op de westelijke kop van de Oostelijke Handelskade, ongeveer op de plek waar nu het Muziekgebouw aan 't IJ staat. In de volksmond werd de maatschappij ‘De Klompen-Lloyd’ of Hollandse Boot genoemd.

## Lijndiensten
Gedurende haar bijna 90-jarig bestaan onderhield de rederij lijndiensten op andere Europese en West-Afrikaanse havens. Het eerste schip van de maatschappij was de IJstroom, die werd overgenomen van de Nederlandsche Stoomboot Maatschappij. Hiermee wilde de maatschappij lijndiensten uitvoeren vanuit Amsterdam op Britse havens. Tijdens haar bestaan had de HSM veel concurrentie te verduren van andere Nederlandse en Britse rederijen. Winstgevend was de onderneming daarom de eerste jaren niet, maar dit werd geleidelijk beter. Tot de Eerste Wereldoorlog onderhield de maatschappij lijndiensten vanuit Amsterdam naar Bristol en havens aan de Britse zuidkust zoals Southampton, Plymouth, Fowey en Swansea, en een lijndienst naar Edinburgh in Schotland.

## Vloot
De schepen van de HSM waren allemaal tussen de 400 en de 6000 ton BRT. Ze waren vernoemd naar riviertjes in Nederland. Ze heetten daarom bijvoorbeeld IJstroom, Vechtstroom, Amstelstroom of Lingestroom. Bij het uitbreken van de Eerste Wereldoorlog in 1914 beschikte de rederij over elf schepen, waarvan er vijf verloren gingen door oorlogshandelingen. De lijndiensten naar Groot-Brittannië werden extreem bemoeilijkt door de gevaren op zee, de lange reistijd en de hoge verzekeringspremies. Op 25 maart 1918 werden drie schepen gevorderd door de Britse autoriteiten op grond van internationale bepalingen die waren vastgelegd tijdens de Vredesconferentie van Den Haag in 1899 en 1907. Deze voeren onder Engelse vlag, totdat de schepen werden teruggegeven aan de HSM in april 1919.
Na de oorlog begon de H.S.M. in 1919 onder de naam Holland West-Afrika Lijn (HWAL) ook lijndiensten naar West-Afrika. Deze werden uitgevoerd samen met twee andere rederijen: Rotterdamse rederij N.V. Van der Eb & Dresselhuys’ Scheepvaart Maatschappij en Koninklijke Hollandsche Lloyd. Later is dit uitgebreid met lijndiensten op Ierland, België, Frankrijk (Duinkerke en Le Treport), de Faeröer (Tórshavn) en in 1946 IJsland. Na 1921 braken moeilijke tijden aan met veel verliezen, als gevolg van de overcapaciteit van vrachtschepen, financieringsproblemen, deflatie, later gevolgd door de Grote Depressie. Pas na 1936 verbeterde de situatie en werden weer goede resultaten geboekt.
Bij het uitbreken van de Tweede Wereldoorlog had de HSM elf schepen, waarvan er zes verloren gingen tijdens de oorlogsjaren. Na de Duitse capitulatie in mei 1945 bleken veel eigendommen van de maatschappij vernietigd en moest veel opnieuw opgebouwd worden en werden o.a. moderne ro-ro schepen zoals de Rijnstroom en Amstelstroom gebouwd. De Amstelstroom  onderhield de driewekelijkse verbinding Amsterdam-Hull v.v. In 1974 werd de HSM Hollandse Stoomboot Maatschappij Amsterdam opgeheven, het markante gebouw van de rederij aan de kop van de Oostelijke Handelskade nr. 3, werd enige jaren later gesloopt en
vervangen door het moderne muziekgebouw.

## Jaren 60
Op 1 januari 1959 werd de H.S.M. onderdeel van de Stoomvaart-Maatschappij Nederland (SMN). De maatschappij had al financiële belangen in de lijndiensten naar West-Afrika. In de jaren 60 werden nieuwe lijndiensten gestart, maar de diensten naar Londen werden gestaakt wegens voortdurende stakingen van de havenarbeiders. In 1964 nam de SMN ook de resterende aandelen over van de HWAL-lijndiensten naar West-Afrika, en de vier schepen die deze lijndiensten onderhielden, werden eigendom van de SMN.